# Mathay
Mathay és un municipi francès situat al departament del Doubs i a la regió de Borgonya - Franc Comtat. L'any 2007 tenia 2.138 habitants.

## Demografia

### Població
El 2007 la població de fet de Mathay era de 2.138 persones. Hi havia 836 famílies de les quals 182 eren unipersonals (75 homes vivint sols i 107 dones vivint soles), 278 parelles sense fills, 317 parelles amb fills i 59 famílies monoparentals amb fills.
La població ha evolucionat segons el següent gràfic:
Habitants censats

### Habitatges
El 2007 hi havia 876 habitatges, 851 eren l'habitatge principal de la família, 4 eren segones residències i 22 estaven desocupats. 773 eren cases i 99 eren apartaments. Dels 851 habitatges principals, 707 estaven ocupats pels seus propietaris, 119 estaven llogats i ocupats pels llogaters i 25 estaven cedits a títol gratuït; 3 tenien una cambra, 20 en tenien dues, 91 en tenien tres, 215 en tenien quatre i 521 en tenien cinc o més. 779 habitatges disposaven pel capbaix d'una plaça de pàrquing. A 320 habitatges hi havia un automòbil i a 488 n'hi havia dos o més.

### Piràmide de població
La piràmide de població per edats i sexe el 2009 era:
| Homes | Edats   | Dones |
| ----- | ------- | ----- |
| 0     | 95 o +  | 0     |
| 0     | 90 a 94 | 8     |
| 8     | 85 a 89 | 4     |
| 16    | 80 a 84 | 8     |
| 40    | 75 a 79 | 40    |
| 16    | 70 a 74 | 48    |
| 56    | 65 a 69 | 36    |
| 48    | 60 a 64 | 44    |
| 36    | 55 a 59 | 56    |
| 96    | 50 a 54 | 72    |
| 56    | 45 a 49 | 60    |
| 100   | 40 a 44 | 88    |
| 88    | 35 a 39 | 88    |
| 80    | 30 a 34 | 84    |
| 48    | 25 a 29 | 56    |
| 64    | 20 a 24 | 48    |
| 92    | 15 a 19 | 84    |
| 68    | 10 a 14 | 56    |
| 56    | 5 a 9   | 44    |
| 36    | 0 a 4   | 64    |

## Economia
El 2007 la població en edat de treballar era de 1.455 persones, 1.112 eren actives i 343 eren inactives. De les 1.112 persones actives 1.029 estaven ocupades (568 homes i 461 dones) i 83 estaven aturades (32 homes i 51 dones). De les 343 persones inactives 147 estaven jubilades, 104 estaven estudiant i 92 estaven classificades com a «altres inactius».

### Ingressos
El 2009 a Mathay hi havia 868 unitats fiscals que integraven 2.216 persones, la mediana anual d'ingressos fiscals per persona era de 20.235 €.

### Activitats econòmiques
Dels 67 establiments que hi havia el 2007, 7 eren d'empreses extractives, 2 d'empreses alimentàries, 3 d'empreses de fabricació d'altres productes industrials, 12 d'empreses de construcció, 16 d'empreses de comerç i reparació d'automòbils, 2 d'empreses de transport, 5 d'empreses d'hostatgeria i restauració, 1 d'una empresa financera, 1 d'una empresa immobiliària, 5 d'empreses de serveis, 7 d'entitats de l'administració pública i 6 d'empreses classificades com a «altres activitats de serveis».
Dels 20 establiments de servei als particulars que hi havia el 2009, 4 eren tallers de reparació d'automòbils i de material agrícola, 1 paleta, 2 guixaires pintors, 2 fusteries, 4 lampisteries, 2 perruqueries, 4 restaurants i 1 saló de bellesa.
Dels 6 establiments comercials que hi havia el 2009, 3 eren fleques, 1 una fleca, 1 una llibreria i 1 una sabateria.
L'any 2000 a Mathay hi havia 8 explotacions agrícoles que ocupaven un total de 300 hectàrees.

## Equipaments sanitaris i escolars
L'únic equipament sanitari que hi havia el 2009 era una farmàcia.
El 2009 hi havia 1 escola maternal i 1 escola elemental.

## Poblacions més properes
El següent diagrama mostra les poblacions més properes.